# Andreaea australis
Andreaea australis är en bladmossart som beskrevs av F. Müller och Mitten 1856. Andreaea australis ingår i släktet sotmossor, och familjen Andreaeaceae. Inga underarter finns listade i Catalogue of Life.